# كيم مين-جاي
كيم مين-جاي (الكورية: 김민재) هو لاعب كرة قدم كوري جنوبي في مركز قلب الدفاع مع نادي بايرن ميونخ في الدوري الألماني، ولد في 15 نوفمبر 1996 في كوريا الجنوبية. شارك مع منتخب كوريا الجنوبية لكرة القدم. أما مع النوادي، فقد لعب مع جونبك هيونداي موتورز.

## وصلات خارجية
- كيم مين-جاي على موقع الاتحاد الأوربي (الإنجليزية)
- كيم مين-جاي على موقع اتحاد تركيا (لاعب) (الإنجليزية)
- كيم مين-جاي على موقع دوري كوريا الجنوبية (الإنجليزية)
- كيم مين-جاي على موقع إي إس بي إن إف سي (الإنجليزية)
- كيم مين-جاي على موقع قاعدة بيانات كرة القدم.إي يو (الإنجليزية)
- كيم مين-جاي على موقع ليكيب (الفرنسية)
- كيم مين-جاي على موقع ناشيونال فوتبول تيمز (الإنجليزية)
- كيم مين-جاي على موقع Soccerbase.com (لاعب) (الإنجليزية)
- كيم مين-جاي على موقع Soccerway.com (الإنجليزية)
- كيم مين-جاي على موقع عالم كرة القدم.نت (الإنجليزية)